# Schizopilia
Schizopilia är ett släkte av kackerlackor. Schizopilia ingår i familjen jättekackerlackor.
Kladogram enligt Catalogue of Life:
| Schizopilia | \| \| Schizopilia fissicollis \| \| \| \| \| \| Schizopilia neblinensis \| \| \| \| |
|             | \| \| Schizopilia fissicollis \| \| \| \| \| \| Schizopilia neblinensis \| \| \| \| |
|             | Schizopilia fissicollis                                                             |
|             |                                                                                     |
|             | Schizopilia neblinensis                                                             |
|             |                                                                                     |